# باتومپ‌استد
باتومپ‌استد (به انگلیسی: Bothampstead) یک روستا در بریتانیا است که در بارکشر واقع شده‌است.